# Reade
Reade is een zorginstelling in de Nederlandse provincie Noord-Holland, ontstaan uit een fusie van het Revalidatiecentrum Amsterdam (RCA) en het Jan van Breemen Instituut (JBI). Reade biedt revalidatiezorg en zorg voor reumapatiënten.
Het centrum heeft 800 medewerkers, van wie de meesten werkzaam zijn op de hoofdvestiging in de Dr. Jan van Breemenstraat (voormalig JBI) en in een kliniek op de Overtoom (voormalig RCA), beide in Amsterdam-West.
Reade werkt nauw samen met het VU medisch centrum en het Slotervaartziekenhuis.